# Neapels zoologiska station

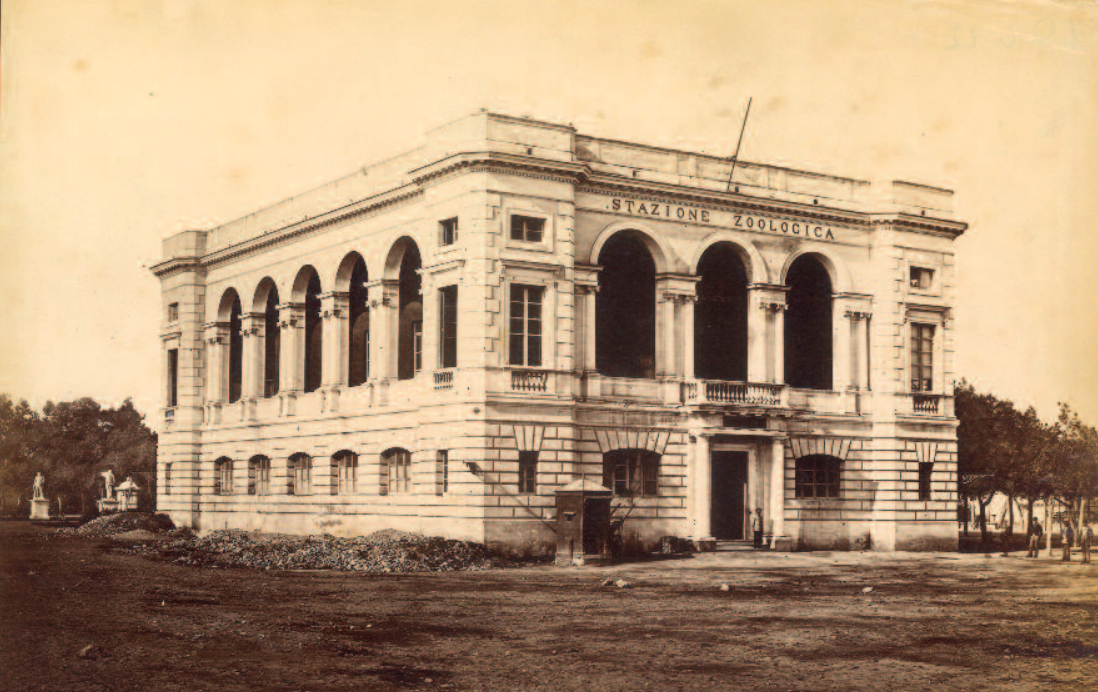
Zoologiska stationen 1879.

Neapels zoologiska station, (italienska: Stazione Zoologica Anton Dohrn) är en zoologisk station i Neapel i Italien, grundad i mars 1872 av den tyska zoologen Anton Dohrn och invigd 1874. 
Stationen består, efter tillbyggnader 1888 och 1906 av tre förenade byggnader, som bland annat innehåller ett betydande arkiv, bibliotek, laboratorier för fysiologiska och kemiska undersökningar samt enskilda arbetsrum för zoologer och botanister. 